# Andy Roxburgh
Andrew Roxburgh (ur. 1 sierpnia 1943 w Glasgow) – szkocki piłkarz grający na pozycji środkowego napastnika, a także trener.

## Kariera klubowa
Karierę piłkarską Roxburgh rozpoczął w Queen’s Park. Następnie przeszedł do East Stirlingshire i w latach 1963–1965 występował w jego barwach. Następnie na cztery lata trafił do Partick Thistle. W 1969 roku przeszedł do szkockiego Falkirk. W 1972 roku przeszedł do Clydebank, a w 1975 zakończył karierę piłkarską.

## Kariera trenerska
W 1975 roku zaczął prowadzić kadry młodzieżowe U-16, U-18 i U-21. W 1986 roku dostał propozycję prowadzenia pierwszej reprezentacji. Prowadził drużynę na Mundialu 1990 i na Euro 1992. W 1993 został zwolniony z tej funkcji po nieudanych eliminacjach do Mundialu 1994.